# Dansk Træner Union
|  | Denne artikel handler om en fodboldorganisation. For andre betydninger, se DTU (flertydig). |
Dansk Træner Union (eller DTU) er en interesseorganisation for godt 1.500 danske fodboldtrænere (landstrænerne til lilleputtrænerne), som blev stiftet den 31. marts 1957 som verdens ældste trænerunion under navnet Dansk Fodbold-Træner Sammenslutning. Organisationens nuværende navn blev introduceret i begyndelsen af 1990'erne med virkning fra 1994. Dens primære formål er at samle fodboldtrænere til fodboldfaglige debatter på træf og seminarer og yde juridisk hjælp til trænere, der kommer i konflikt med deres klub. Sekretariatet er beliggende i Viborg og den nuværende formand er Richardt Sølvertorp. Unionen er medlem af den europæiske trænerunion, Union Europäischer Fussball Trainer (UEFT), der har medlemmer fra godt 70 lande.
Unionen uddeler årligt prisen Årets Træner (en vandrepokal), som indstilles og udpeges af trænerne fra Superligaen, 1. division, 2. division samt landsholdene. Endvidere uddeles der priser til årets serietræner og ungdomstræner i DTUs tre lokalafdelinger, Jyllandsafdeling (DTU Jylland), Fynsafdelingen (DTU Fyn) og Østafdelingen (DTU Øst).
DTU udgiver fagbladet Fodboldtræning (Fodboldmagasinet Træning).

## Ekstern henvisning
- DTUs officielle hjemmeside Arkiveret 28. oktober 2011 hos  Wayback Machine